# 랄라블라
랄라블라(Lalavla)는 GS리테일이 운영하고 있는 대한민국의 드러그스토어 브랜드이다. 의사의 처방 없이 구입할 수 있는 일반의약품과 화장품, 건강보조식품 등을 판매하고 있다. 2005년부터 홍콩의 허치슨왐포아와의 합작으로 왓슨스 브랜드를 도입한 것이 전신이며, 왓슨스사의 제휴 만료로 2018년부터 '랄라블라(Lalavla)'라는 자사 브랜드로 전환되어 운영 중이다.

## 'GS왓슨스'와 보수적 경영
2011년 3000억원대였던 대한민국의 드러그 스토어 시장규모는 2016년 1조2000억원대가 되는 등 가파른 성장 속도를 보이고 있다. 그러나 그동안 'GS왓슨스' 경영권은 홍콩의 왓슨스 측에 있었고, 그들은 적은 점포수만 보유하며 대한민국에서 보수적인 전략을 취하고 있었다. 1호점을 개점한 2005년 이후 12년이 지난 2016년의 매장수는 120여 곳에 불과했고, 그 마저도 수도권에 편중되어 있었다. 이는 대한민국 최대 점포수를 보유한 CJ의 올리브영 점포수의 6분에 1에 해당하는 수였고, 경쟁에서 밀리게 된다.

## '랄라블라'로의 변화와 질적 성장 중심 경영
그동안 GS리테일은 대한민국에서 공격적인 GS25 편의점 출점으로 성장을 이어갔지만, 이마저도 편의점 시장이 포화되고 GS수퍼마켓, GS왓슨스, 파르나스 호텔 사업의 적자가 이어져 수익성이 둔화되었다. 이를 개선하고자 GS리테일은 2017년 왓슨스 홀딩스가 보유하고 있던 왓슨스 코리아의 지분을 50%를 마저 확보해 단독 경영권을 가진 뒤, 2018년 4월 이름을 사내 공모전을 통해 정한 '랄라블라(Lalavla)'로 바꾸었다.브랜드 슬로건인 'Life is Lovable'(인생은 사랑스럽다.)의 의미를 담은 이름이다. 한편, 랄라블라의 적자는 2018년 4분기 60억원으로 추정되고 있다.
점포수를 300개 수준으로 빠르게 늘릴 포부도 밝혔다. 하지만 역으로 브랜드 파워가 떨어져버렸다. 이에 출점에 어려움을 겪어 2019년 1월 기준으로 매장 수가 오히려 18개 감소하게 된다. 점포수 3위인 롯데쇼핑의 롭스와의 격차도 좁아졌다. 모기업은 점포수를 늘리는 등의 양적 성장 보다는 부진한 점포에 폐업 등의 구조조정을 진행하는 등의 질적 성장에 집중하는 것으로 방향을 바꾸었다. 손실 폭은 2018년 1분기 60억원이였던 것을 2019년 1분기 39억원으로 줄어들었다.